# Micheal Ward

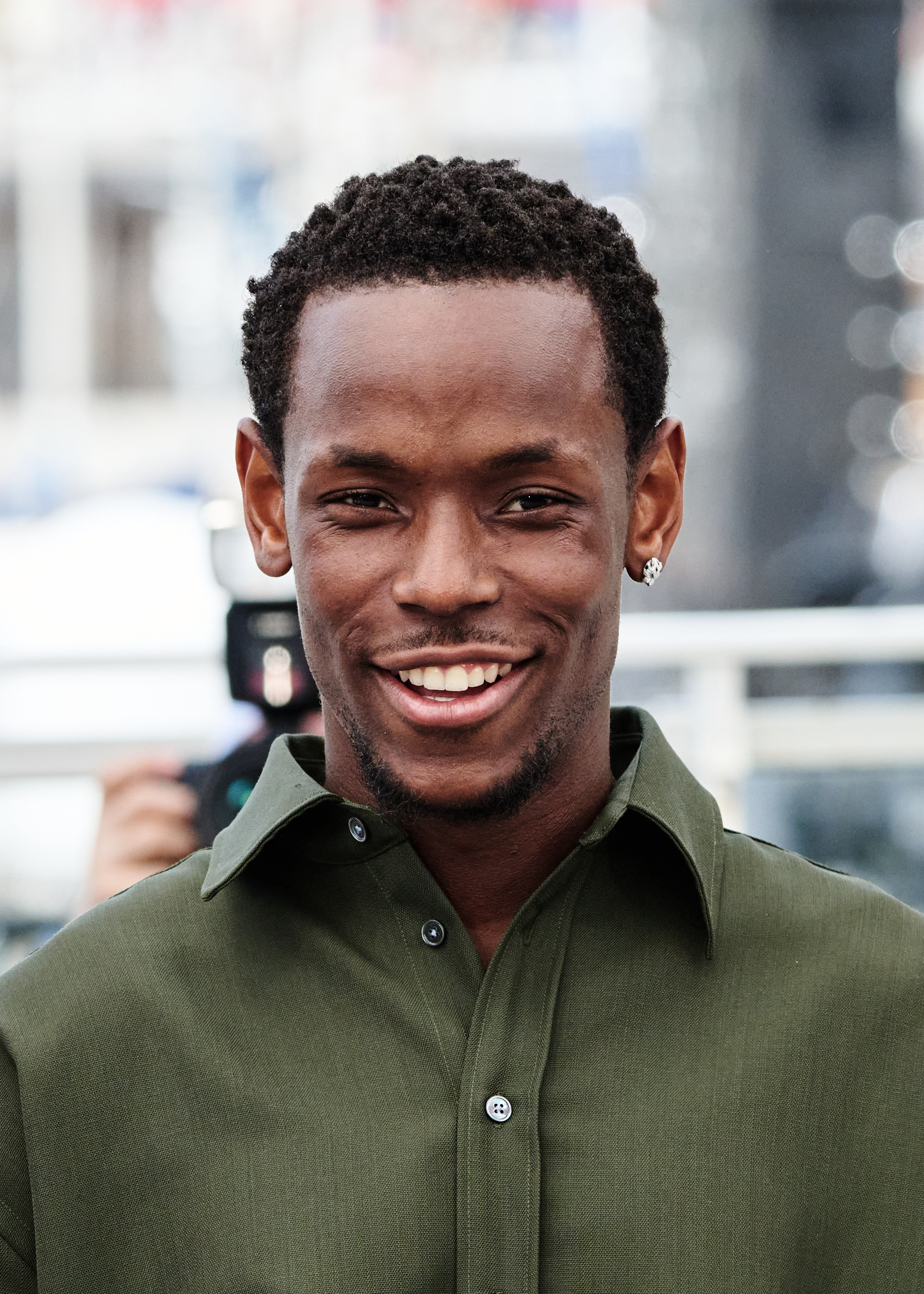
Micheal Ward (2025)

Micheal Ward (* 18. November 1998 in Spanish Town, Jamaika) ist ein britischer Schauspieler.

## Leben
Micheal Ward wurde 1998 in Spanish Town in Jamaika geboren und zog mit seiner Mutter nach London, als er vier Jahre alt war. Zuerst lebten sie in Hackney, dann in Romford, wo er immer noch mit seiner Familie lebt. Er hat mehrere Schwestern. Wards Vater starb, als er zwei Jahre alt war.
Mit 17 gewann er einen Model-Wettbewerb. Seit 2016 tritt er in Film und Fernsehen als Schauspieler in Erscheinung. Seinen Durchbruch schaffte er 2019 mit der Rolle des Jamie in der britischen Krimi-Drama-Serie Top Boy. Er erhielt neben Stephen Odubola die zweite Hauptrolle in Andrew Onwubolus Kriminalfilm Blue Story, der im November 2019 in die Kinos im Vereinigten Königreich kam. In Lovers Rock von Steve McQueen, dem zweiten Teil der Small-Axe-Filmreihe, spielte er in einer größeren Rolle Franklyn Cooper.
Micheal Ward wurde 2020 vom britischen Branchendienst Screen International zu den „Stars of Tomorrow“ gezählt. Er ist stimmberechtigtes Mitglied der British Academy of Film and Television Arts.

## Filmografie (Auswahl)
- 2016: Brotherhood
- 2018–2021: The A List (Fernsehserie, 13 Folgen)
- 2019–2022: Top Boy (Fernsehserie, 19 Folgen)
- 2019: Blue Story
- 2020: The Old Guard
- 2020: Lovers Rock
- 2022: Beauty
- 2022: Empire of Light
- 2024: The Beautiful Game
- 2025: Eddington

## Auszeichnungen
British Academy Film Award
- 2020: Auszeichnung als Bester Nachwuchsdarsteller für den EE Rising Star Award

British Academy of Film and Television Arts Award
- 2021: Nominierung als Bester Nebendarsteller (Small-Axe-Filmreihe)[8]

National Film Awards, UK
- 2020: Nominierung als Bester Newcomer (Blue Story)